# Mamotte Shugogetten
Mamotte Shugogetten (まもって守護月天! Mamotte Shugogetten!?) es un manga de Minene Sakurano que fue serializado en la revista mensual Shonen GanGan de 1997 a 2000. A continuación se publicó en Blade Comic titulado Mamotte Shugogetten! Retrouvailles (まもって守護月天! 再逢 Mamotte Shugogetten! Retoruba?) de 2002 a 2005. El manga fue adaptado en una serie anime de televisión de 22 episodios producida por Toei Animation que salió al aire a partir de 1998 y en todo 1999. Una serie OVA de ocho episodios, Denshin Mamotte Shugogetten fue lanzado en 2000.
Una adaptación al inglés del primer manga fue serializado en Raijin Comics bajo el título Guardian Angel Getten. TOKYOPOP después licenció el manga bajo su título original, que comenzó a publicarse en abril de 2008. Pero Mamotte Shugogetten Retrouvailles aún tiene que obtener una versión en inglés.

## Argumento
La historia trata a Tasuke Shichiri, un niño de 14 años de edad, que recibe un regalo de su padre, Tarousuke, que está viajando en China. El regalo es un anillo, el "shitenrin", y los puros de corazón pueden contemplarlo y recibir una diosa de la luna llamada Shaolin.

## Personajes
Shaorin (守護月天 小璘 Shugogetten Shaorin?, Chinese Pinyin: Xiǎolín, Gutsoon spelling: Shao Lin)
 Seiyū: Mariko Kouda
Un espíritu luna que viste trajes de estilo tradicional, que tiene poco conocimiento del mundo humano después de pasar unos pocos miles de años en los confines de la "shitenrin". A lo largo del anime su propósito es proteger A Tasuke y lo hace con la convocatoria de diferentes asistentes llamados "Hoshigami" (星神, literalmente "dioses de las estrellas") a través del anillo. Ella inicialmente le causa problemas a Tasuke destruyendo objetos domésticos inofensivos en sus esfuerzos por protegerlo. Ella tiene prohibido ir a la escuela después de la destrucción que ella ocasionó. Debido a esto, Shaorin envía a Rishuu para proteger a Tasuke en la escuela. En el manga sus esfuerzos equivocados para protegerlo de la primera causa del día, conllevan a que Tasuke le ordene irse, diciendo que él puede protegerse por sí solo. Un poco más tarde se disculpa y pide su consentimiento para protegerlo de la soledad. Sobre esa base el manga continua. Ella desarrolla sentimientos por Tasuke y se pone celosa cuando Kaori aparece en el episodio 12 del anime y en los últimos 2 episodios, finalmente se da cuenta de lo que siente por Tasuke. En el manga, como un espíritu, ella profundamente no entiende esos sentimientos. Su tutor, el Hoshigami Nankyuko-Jusei, le aconseja a ella que estos son sentimientos que no debería aprender. Lo que quiere decir que va a hacer más difícil la eternidad para ella cuando deba separarse de Tasuke. Su nombre de pila podría ser Rin, con "Shao" como un sufijo cariñoso. en el volumen 5 del manga demuestra que la gente casualmente familiarizada con ella piensa que ella es una persona común y el nombre de su familia (apellido) es "Shugogetten".
Tasuke Shichiri (七梨太助 Shichiri Tasuke?)
 Seiyū: Daisuke Sakaguchi
El personaje principal. Él es un estudiante en una escuela secundaria (en el manga); hijo de un padre arqueólogo trotamundos. Debido a que su padre y su hermana mayor viajan y su madre se fue a un viaje global cuando él era apenas un bebé; vive solo en su casa de dos pisos en el comienzo de la historia. Él es decisivo e inteligente, pero no obstante asediado y es un personaje similar a Keiichi Morisato, tanto en la personalidad y situación. Él tiene un agolpamiento con Shaorin justo después de que él se reúne con ella y sus sentimientos hacia ella se desarrollan aún más largo de la serie. Tasuke quiere salvar a Shao, a pesar de que es muy incierto cómo salvarla o de que hay que salvarla.
Keikounitten Ruuan (慶幸日天 汝昴 Keikōnitten Rūan?)
 Seiyū: Yumi Takada
Liberado por Tasuke de un artefacto varita, la kokutentou se encuentra en la misma zona que el shitenrin y también fue enviada a Tasuke por su padre. El papel de Ruuan a diferencia de Shaorin no es proteger a Tasuke, pero en lugar ella lo hace feliz al darle vida a objetos inanimados, cumpliendo con sus órdenes. En el manga se pone a sí misma un trabajo como maestra de Tasuke. Ruuan y Shao juran ser rivales y el conflicto a menudo se produce entre sus funciones de mantener a Tasuke "seguro" o "feliz", ya que no siempre son equivalentes. Ella también cayó enamorada de Tasuke, sin embargo ella tiene un enfoque más fuerte, a menudo tratando de tener relaciones sexuales con él.
Rishu (離珠?)
La pequeña de pelo rosa, Hoshigami telepática de Shaorin que se da a Tasuke cuando asiste a la escuela. Ella lleva la mayor responsabilidad de mantener la casa limpia y es llamada el "gnomo de basura" por Ruuan. Ella no puede hablar a un volumen audible para Tasuke por lo que se comunica mediante la elaboración de dibujos animados en tarjetas de mano con un pincel. Ella tiene una manera linda de hablar, que incluye decir "deshi" en lugar de "desu" y llamando a Tasuke como "Tasuke-shama".
Bannanchiten Kiryū (万難地天 紀柳?)
Liberada de un pequeño ventilador chino, también enviada por el padre de Tasuke. Ella es un espíritu de la tierra y su función es poner a su amo a través de pruebas al hacer que el tamaño normal de las cosas crezcan varias veces. En el manga se la ve por primera vez en el capítulo 39. En la animación, donde solo aparece en el OVA, Denshin Mamotte Shugogetten. Su frase común es "es un reto. <verbo> el." Cuando se le preguntó para que contara un poco más sobre sí misma, ella respondió: "Es un reto. Mira para arriba." (Shao respondió y se lo explicó a Tasuke).
Izumo Miyauchi (宮内 出雲 Miyauchi Izumo?)
Un hombre del santuario local sintoísta que está enamorado de Shaorin. En el manga él también dirige la tienda de la escuela, lo que proporciona una mayor oportunidad de ver a Shaorin y participar en historias. Él es consciente de la naturaleza de Shaorin. Él tiene la mirada fresca, alegre cada vez que está cerca de muchachas lindas, pero tiene una mirada malvada hacia los chicos, por lo que los chicos comentan que él tiene una doble personalidad. Él tampoco está por encima usando tácticas sucias para tratar de conseguir a Shaorin, donde una vez que se dio cuenta de que ella estaba enamorada de Tasuke, trató de manipular su falta de comprensión hacia estos sentimientos, creyendo que eran de culpa, y por eso sugiere que ella debe dejarlo, porque ella se ve como una carga para Tasuke.
Kouichirou Endou (遠藤 乎一郎 Endō Kōichirō?) y Takashi Nomura (野村 たかし Nomura Takashi?)
Compañero de clase de Tasuke. Kouichirou está enamorado de Ruuan y Takashi está enamorado de Shaorin. Son conscientes de la naturaleza de Shaorin.
Kaori Aihara (愛原 花織 Aihara Kaori?)
Una estudiante de la escuela de Tasuke. Ella está un año atrás de Tasuke en la escuela a la que asisten. Ella está celosa de Shaorin y Ruuan, y por eso siente que son rivales para ganar el corazón de Tasuke. Ella primero se reúne con Tasuke en el anime después de que ella le pide a Kami (Dios) que la reúna con el hombre de sus sueños y ella cae inmediatamente enamorada de Tasuke cuando él la salva antes de que pudiera tropezar. En el manga al principio de su primer periodo en la escuela, en un día lluvioso, Tasuke ve que ella no tiene un paraguas y le presta el suyo, olvidando por un momento que Shaorin y Ruuan no están en la escuela ese día y no puede reemplazar su paraguas. Ella desarrolla un gran amor por Tasuke y sigue creciendo por accidentes involuntarios.
Shouko Yamanobe (山野辺 翔子 Yamanobe Shōko?)
Ella comienza como una chica delincuente, pero después de hacerse amiga de Shaorin, Shoko decide intentar traerla junto con Tasuke. Su personalidad se ablanda hasta después de que ella se reúne con Shaorin y ve que ella se vuelve sensible cuando se trata de entender a Tasuke y la relación de Shaorin. Ella es consciente de la naturaleza de Shaorin. Ella tiene una manía de poder aparecer en cualquier lugar, así como le gusta jugar únicamente de "casamentera" a causa de todo el entretenimiento que recibe de la situación.
Nana Shichiri (七梨 那奈 Shichiri Nana?)
La hermana mayor de Tasuke, una viajera alrededor del mundo. En el capítulo 16 ella llega a casa. Tasuke intenta ocultar todos los espíritus de su hermana, mientras Ruuan intenta revelar a Shao, con la esperanza de que la hermana mayor echara de la casa a Shao. Nana está favorablemente impresionada por Shao. Cuando ella se va de nuevo en el capítulo 17, pregunta a Shao si va quedarse en casa y cuidará de Tasuke. En el capítulo 51 ella vuelve a casa otra vez, trayendo con ella otra mujer llamada Sayuri, a quien había encontrado en un lecho de enfermedad en Mongolia. Nana piensa, con razón, que Sayuri es su madre. Sayuri viaja en el capítulo 52, pero Nana se queda. Ella se molestó con Tasuke porque él no le había dicho que Shao no es humana. Ella luego se llena mucho del papel de "agitadora de la olla", que Ruuan había llenado hasta ahora. Factoid: Nana e Izumo habían asistido a la misma escuela secundaria.
Tarousuke Shichiri (七梨 太郎助 'Shichiri Tarōsuke'?)
El padre de Tasuke y Nana.
Sayuri Shichiri (七梨 さゆり 'Shichiri Sayuri'?)
La madre de Tasuke y Nana.

## Banda sonora

### Anime
| Título | Interpretado por | Episodios |
| ------ | ---------------- | --------- |
| Saaa!  | Surface          | todos     |

| Título                                          | Interpretado por | Episodios                                     |
| ----------------------------------------------- | ---------------- | --------------------------------------------- |
| Soba ni iru dake de "I Just Feel so Love Again" | Sweet Velvet     | todos                                         |
| Makenaide                                       | Mariko Kouda     | 22 (el episodio 22 tiene dos temas de cierre) |

### OVAs
| Título | Interpretado por | Episodios |
| ------ | ---------------- | --------- |
| Wish   | Mariko Kouda     | 1-5       |
| Magic  | Mariko Kouda     | 6-8       |

| Título                                 | Interpretado por                                | Episodios |
| -------------------------------------- | ----------------------------------------------- | --------- |
| I'll Follow You                        | "Antes de la feria" "Matsuri no Mae" (祭りの前) | 1-5       |
| Hoshigami Rishu-deshi (星神 離珠でし?) | Ayako Kawasumi                                  | 6-8       |